# Fête des grands-mères
Pour un article plus général, voir Fête des grands-parents.
La fête des grands-mères ou fête des grand-mères est une fête annuelle célébrée dans plusieurs pays en l'honneur des grands-mères. Elle est notamment fêtée le deuxième dimanche d'octobre en Allemagne, le premier dimanche de mars en France et le 21 janvier en Pologne.
Il y a une fête des grands-parents dans plusieurs pays, mais pas forcément à la même date ; en France, si la fête des grands-mères est placée début mars, celle des grands-pères est début octobre ; en Pologne, la fête des grands-mères est le 21 janvier, suivie de celle des grands-pères le 22 janvier.

## Histoire

### France
L'origine de la fête des grands-mères en France est commerciale : elle a été créée par une marque de café en 1987, puis a connu un certain succès. 
La première fête des grands-mères a lieu en 1987 à l'initiative de l'association « Fête des grand-mères »,, créée par Café Grand'Mère, une marque de café française originaire de Roubaix,, appartenant à l'époque au groupe agroalimentaire Jacobs Suchard. Roland Monica, alors directeur de la marque, est à l'origine de l'opération,.
Initialement, en France, les aïeules sont fêtées le dernier samedi du mois de mars soit, pour la première édition, le 28 mars 1987,,,. Par la suite, la fête est déplacée au premier dimanche de mars.
La popularité augmente lors des années qui suivent son lancement, et fait alors l'objet d'ateliers et de concours dans les écoles. Les campagnes promotionnelles sont toujours d'actualité et la fête est évoquée dans la presse,. Elle est, dès lors, mentionnée dans certains calendriers français,.
En octobre 2008, elle est l'occasion d'une étude sociologique, commandée par l'association « Fête des grand-mères », consacrée à l'étude du rôle et de la place des grands-mères dans la famille et dans la société,.
Une autre étude de 2008 montre qu'elle a un impact significatif sur la vente des végétaux d'intérieur, et des fleurs. Elle est l'une des principales occasions d'en offrir en France, représentant 2,6 % du volume annuel en 2010, devant la Saint-Valentin.

## Dates

### Allemagne
En Allemagne, la fête des grands-mères a lieu le deuxième dimanche du mois d'octobre, soit entre le 8 et le 14 octobre selon les années :
| 2020  | 2021  | 2022  | 2023  | 2024  | 2025  | 2026  | 2027  | 2028  | 2029  | 2030  |
| ----- | ----- | ----- | ----- | ----- | ----- | ----- | ----- | ----- | ----- | ----- |
| 11/10 | 10/10 | 09/10 | 08/10 | 13/10 | 12/10 | 11/10 | 10/10 | 08/10 | 14/10 | 13/10 |

### France
En France, la fête des grands-mères a lieu le premier dimanche du mois de mars, soit entre le 1er et le 7 mars selon les années :
| 2020  | 2021  | 2022  | 2023  | 2024  | 2025  | 2026  | 2027  | 2028  | 2029  | 2030  |
| ----- | ----- | ----- | ----- | ----- | ----- | ----- | ----- | ----- | ----- | ----- |
| 01/03 | 07/03 | 06/03 | 05/03 | 03/03 | 02/03 | 01/03 | 07/03 | 05/03 | 04/03 | 03/03 |

### Pologne
En Pologne, la fête des grands-mères a lieu tous les 21 janvier.

## Critique

### France
La chercheuse Marlène Coulomb-Gully souligne la proximité temporelle de la journée internationale des droits des femmes (JIDF), qui a lieu le 8 mars, avec la fête des grands-mères, alors qu'elles sont radicalement opposées : la première milite pour les droits des femmes tandis que la seconde est commerciale. Elle remarque que cette occasion peut être utilisée par les médias conservateurs et liés aux annonceurs, comme la chaîne de télévision TF1 dans le jeu Attention à la marche !, pour éteindre la nature revendicatrice de la JIDF en l'associant à la fête des grands-mères, renvoyant ainsi leur cible féminine à leur statut de ménagère de moins de 50 ans, grand-mère en devenir,.